# Shaoran
Shaoran (小狼?) è il protagonista della serie Tsubasa RESERVoir CHRoNiCLE delle CLAMP. Anche se appare in due forme (una come clone, e una reale), il suo nome non è reale. Viene infatti affermato che usa il nome di suo padre. Il clone di Shaoran è un archeologo che lavorava nel Regno di Clow con il padre adottivo, Fujitaka. Conosce la principessa Sakura da quando erano bambini.

## Nome
Il nome Shaoran è la traslitterazione dei kanji "小狼" secondo il sistema Hepburn, che significa "piccolo lupo". Nella versione originale, il suo nome viene traslitterato come Syaoran, ma anche come Shaoran.
Nel capitolo 189 di Tsubasa viene rivelato che il nome di Shaoran è falso, e che è stato preso da quello di suo padre, cioè Shaoran Li. Il suo vero nome è Tsubasa.

## I due Shaoran

### Il Clone
Fu trovato da piccolo privo di ricordi da un archeologo che lo adottò come suo figlio; da allora lavora come archeologo ed adora studiare le rovine del regno in cui vive, quello di Clow. Inizialmente è freddo e sembra quasi privo di sentimenti, ma conoscendo Sakura diventa un ragazzino allegro ed impara ad amare. È un amico di infanzia di Sakura, ma lei non lo ricorda per via del pegno dato alla Strega delle Dimensioni. Non vede dall'occhio destro sin da quando era un bambino e per questo motivo combatte quasi esclusivamente con le gambe (il rischio di sbagliare mira è minimo). In realtà è un clone del vero Shaoran ed è per questo che non ha ricordi del suo passato (non ha proprio un passato), non vede da un occhio (l'occhio destro non è suo ma è del vero Shaoran e contiene il cuore del vero Shaoran) e quando perde il suo occhio diventa freddo e spietato. Dopo la sua morte, avvenuta per mano di Fei Wong, e avendo recuperato il proprio carattere mite e votato alla giustizia, lui e il clone di Sakura si ritrovano al cospetto di Yuko, e grazie ad un prezzo pagato in precedenza da lei stessa e da Clow Reed, li fa rinascere in un nuovo mondo come esseri umani. I due si incontreranno alcuni anni dopo, e dalla loro unione nascerà il vero Shaoran, che manderanno nel regno di Clow offrendo in cambio lo scettro di Sakura Kinomoto che la principessa aveva a suo tempo ricevuto. Riappariranno, una volta che il contenitore nel quale erano rinchiusi sarà stato infranto, durante la battaglia finale contro Fei Wong.

### Il vero Shaoran
Costretto in uno stato di semi-coma in una camera liquida nel palazzo di Fei Wong Reed, con l'occhio sinistro coperto da una benda ed addosso vestiti con il marchio (a forma di pipistrello) di Fei. Questo Shaoran è l'originale, mentre il protagonista della storia non è altro che un clone di lui creato dallo stesso Fei per rubare le piume di Sakura. Questo Shaoran possiede il sangue di Clow Reed e sa usare la magia; dona metà del suo cuore (il suo occhio sinistro) al clone per fermare momentaneamente il piano di Fei Wong. Spera così di poter rendere il suo clone umano e di fargli guadagnare dei sentimenti propri per Sakura, ma questo, almeno apparentemente, non accade: infatti quando il falso Shaoran perde l'occhio donatogli dal vero diventa un essere spietato e totalmente privo di cuore. All'inizio viene creduto un antagonista (si pensa che controlli le azioni del clone, quando invece il clone stava semplicemente mostrando la sua vera natura), poi si scopre che il protagonista era un suo clone. A differenza del clone ha abilità magiche e può evocare una spada (che è uguale a quella usata da Syaoran Li in Card Captor Sakura). In seguito si scoprirà che, a differenza di quanto si era inizialmente pensato, non è il figlio dei Sakura Kinomoto e Syaoran Li protagonisti di Card Captor Sakura, bensì delle reincarnazioni dei cloni di Shaoran e Sakura, creati Fei-Wong Reed.